# Phaenocarpa nigripes
Phaenocarpa nigripes är en stekelart som beskrevs av Gurasashvili 1983. Phaenocarpa nigripes ingår i släktet Phaenocarpa och familjen bracksteklar. Inga underarter finns listade i Catalogue of Life.